# T.Palm-Pôle Continental Wallon/Saison 2013
Dieser Artikel listet Erfolge und Fahrer des Radsportteams T.Palm-Pôle Continental Wallon in der Saison 2013 auf.

## Abgänge – Zugänge
| Zugänge            | Team 2012           | Abgänge          | Team 2013                        |
| ------------------ | ------------------- | ---------------- | -------------------------------- |
| Julien Deschesne   | Idemasport-Biowanze | Thomas Wertz     | Color Code-Biowanze              |
| Jonathan Baratto   | Neoprofi            | Jānis Dakteris   | Differdange-Losch                |
| Louis Convens      | Neoprofi            | Olivier Poppe    | Vérandas Willems                 |
| Kieran Hambrook    | Neoprofi            | Florent Serry    | Vérandas Willems                 |
| Gaëtan Marion      | Neoprofi            | Joris Cornet     | ESEG Douai                       |
| Sébastien Sciascia | Neoprofi            | Tom David        | Ovyta-Eijssen-Acrog Cycling Team |
| Alexandre Seny     | Neoprofi            | Benjamin Gourgue | Unbekannt                        |
| Toshoni Van Craen  | Neoprofi            | Rudy Rouet       | Unbekannt                        |
| Tom Vessey         | Neoprofi            | Ludovic Vuegen   | Unbekannt                        |

## Mannschaft
| Name               | Geburtstag         | Nationalität |
| ------------------ | ------------------ | ------------ |
| Jonathan Baratto   | 27. September 1981 | Belgien      |
| Louis Convens      | 5. Dezember 1993   | Belgien      |
| Julien Deschesne   | 10. April 1991     | Belgien      |
| Axel Gremelpont    | 25. Juni 1990      | Belgien      |
| Kieran Hambrook    | 16. Februar 1991   | Neuseeland   |
| Gaëtan Marion      | 19. Februar 1984   | Belgien      |
| Gaëtan Pons        | 1. Januar 1992     | Belgien      |
| Sébastien Sciascia | 13. Juli 1991      | Belgien      |
| Alexandre Seny     | 22. Juni 1994      | Belgien      |
| Toshoni Van Craen  | 9. Februar 1992    | Belgien      |
| Glenn Vandemaele   | 6. September 1990  | Belgien      |
| Ian Vansumere      | 14. Juni 1990      | Belgien      |
| Maxime Vekeman     | 14. September 1993 | Belgien      |
| Tom Vessey         | 22. Dezember 1994  | Neuseeland   |
| Andrew Ydens       | 23. Juni 1989      | Belgien      |